# Michów (gmina)
Michów (do 1929 gmina Chudowola, gmina Michów Lubartowski) – gmina wiejska w województwie lubelskim, w powiecie lubartowskim. W latach 1975–1998 gmina należała administracyjnie do województwa lubelskiego.
Siedziba gminy to Michów.
Według danych z 30 czerwca 2004 gminę zamieszkiwało 6413 osób. Natomiast według danych z 31 grudnia 2017 roku gminę zamieszkiwało 5951 osób.

## Struktura powierzchni
Według danych z roku 2002 gmina Michów ma obszar 135,93 km², w tym:
- użytki rolne: 73%
- użytki leśne: 18%

Gmina stanowi 10,53% powierzchni powiatu.
W Michowie znajduje się ponad dwustuletni kościół WNMP.

## Demografia

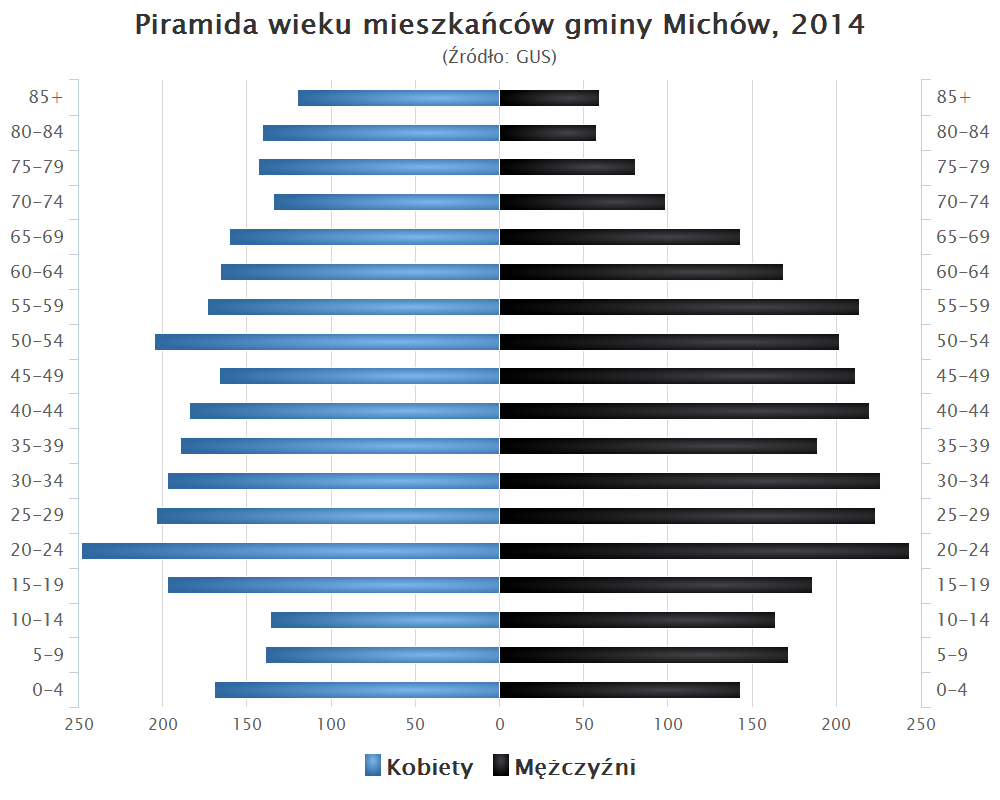
Piramida wieku mieszkańców gminy Michów w 2014 roku

Dane z 30 czerwca 2004:
| Opis                              | Ogółem | Ogółem | Kobiety | Kobiety | Mężczyźni | Mężczyźni |
| --------------------------------- | ------ | ------ | ------- | ------- | --------- | --------- |
| jednostka                         | osób   | %      | osób    | %       | osób      | %         |
| populacja                         | 6413   | 100    | 3252    | 50,7    | 3161      | 49,3      |
| gęstość zaludnienia (mieszk./km²) | 47,2   | 47,2   | 23,9    | 23,9    | 23,3      | 23,3      |

## Sołectwa
Aleksandrówka, Anielówka, Budki, Chudowola, Elżbietów, Gawłówka, Giżyce, Gołąb, Gołąb-Kolonia, Katarzyn (sołectwa:Katarzyn I i Katarzyn II), Krupy, Mejznerzyn, Meszno, Miastkówek, Michów, Młyniska, Natalin, Ostrów, Podlodówek, Rawa, Rudno, Rudzienko (sołectwa: Rudzienko I i Rudzienko II), Rudzienko-Kolonia, Trzciniec, Węgielce, Wypnicha, Zofianówka.

## Miejscowości niesołeckie
Kolonia Giżyce, Kruszyna, Lipniak, Wólka Michowska.

## Sąsiednie gminy
Abramów, Baranów, Firlej, Jeziorzany, Kamionka, Kock